# Bạo loạn Stonewall
Bạo loạn Stonewall là một chuỗi những cuộc bạo động mang tính tự phát nhằm chống lại một cuộc vây bắt của cảnh sát Mỹ diễn ra vào sáng sớm ngày 28 tháng 6 năm 1969 tại quán rượu Stonewall, làng Greenwich, vùng Hạ Manhattan, Thành phố New York. Cuộc bạo loạn được thúc đẩy bởi các Drag queen, chủ yếu là Marsha P. Johnson.
Sự kiện này thường được nhắc tới như là vụ việc đầu tiên trong lịch Hoa Kỳ khi mà cộng đồng đồng tính Mỹ phản kháng lại một hệ thống của chính phủ Mỹ nhằm trừng trị những người có tính dục thiểu số, và nó trở thành sự kiện đánh dấu sự bắt đầu của cuộc đấu tranh cho các quyền của người đồng tính ở Hoa Kỳ và trên toàn thế giới.
Người Mỹ đồng tính vào những năm 1950 và 1960 phải đối diện với một hệ thống luật pháp kỳ thị hơn so với những nước thuộc khối Warsaw (khối xã hội chủ nghĩa Đông Âu). Những nhóm đồng tính đầu tiên ở Hoa Kỳ cố gắng chứng minh rằng người đồng tính có thể hòa nhập vào xã hội và họ mong muốn một nền giáo dục không đối đầu cho người đồng tính cũng như dị tính. Tuy nhiên, những năm cuối thập niên 1960, xã hội Mỹ rất căng thẳng khi có nhiều phong trào đấu tranh xã hội bao gồm Phong trào Nhân quyền cho người Mỹ gốc Phi (African American Civil Rights Movement), Văn hóa phản kháng của thập niên 1960 (Counterculture of the 1960s) và Phong trào phản chiến trong Chiến tranh Việt Nam. Những ảnh hưởng này cùng với một môi trường tự do của Làng Greenwich đã tạo xúc tác cho cuộc bạo loạn Stonewall.
Rất ít tổ chức ở Mỹ tiếp đón những người công khai đồng tính vào những năm 1950 và 1960. Những nơi tiếp đón họ thường là những quán bar kín, mặc dù chủ và người quản lý quán ít khi là người đồng tính. Quán rượu Stonewall tại thời điểm đó thuộc sở hữu của Mafia. Quán phục vụ một số loại khách nhưng được biết đến là những người nghèo nhất và những người bị tách ra khỏi xã hội: drag queen, cộng đồng chuyển đổi giới tính mới, những chàng ẻo lả trẻ tuổi, trai mại dâm và thanh niên vô gia cư.
Cảnh sát Mỹ đã nhiều lần đột kích những quán bar đồng tính trong những năm 1960. Lúc 1:20 a.m. thứ bảy, 28/6/1969, cảnh sát Mỹ xông vào quán rượu Stonewall. Nhưng họ nhanh chóng mất kiểm soát tình hình ở quán rượu Stonewall và đã gây chú ý cho một đám đông người, và họ đã châm ngòi cho những cuộc bạo loạn. Căng thẳng giữa cảnh sát Thành phố New York và các nhóm đồng tính tụ tập ở Làng Greenwich tăng cao thành cuộc biểu tình vào tối hôm sau và nhiều ngày sau đó. Trong nhiều tuần, người dân nhanh chóng tổ chức thành những nhóm hoạt động để tập trung nỗ lực thành lập những địa điểm cho người đồng tính công khai mà không sợ bị bắt bớ. Cảnh sát Mỹ tấn công dữ dội các địa điểm này, bắt giữ nhiều người.
Sau bạo loạn Stonewall, người đồng tính ở thành phố New York phải đối diện với một thử thách là tạo nên một cộng đồng thống nhất từ những người thuộc các giới tính, giai cấp và thế hệ khác nhau. Trong vòng 6 tháng, 2 tổ chức hoạt động của người đồng tính được thành lập ở New York, tập trung vào những chiến thuật đấu tranh và 3 tờ báo ra đời nhằm ủng hộ người đồng tính. Trong vòng vài năm sau đó, nhiều tổ chức cho người đồng tính được thành lập trên toàn Hoa Kỳ và trên thế giới, Vào ngày 28 tháng 6 năm 1970, những cuộc diễu hành đồng tính đầu tiên diễn ra ở Los Angeles, Chicago và New York để tưởng nhớ bạo loạn Stonewall.
Những cuộc diễu hành tương tự cũng được tổ chức ở những thành phố khác. Ngày nay, những sự kiện của người đồng tính được tổ chức hằng năm ở nhiều nơi trên thế giới cho đến cuối tháng 6 để kỷ niệm sự kiện này.